# Eric Campbell (baseballista)
Eric Singleton Campbell (ur. 9 kwietnia 1987) – amerykański baseballista występujący w Hanshin Tigers.

## Przebieg kariery
Campbell studiował w Boston College, gdzie w latach 2006–2008 grał w drużynie uniwersyteckiej Boston College Eagles. W czerwcu 2008 został wybrany ósmej rundzie draftu przez New York Mets i początkowo występował w klubach farmerskich tego zespołu, między innymi w Las Vegas 51s, reprezentującym poziom Triple-A. W Major League Baseball zadebiutował 10 maja 2014 w meczu przeciwko Philadelphia Phillies jako pinch hitter, w którym zaliczył RBI poprzez sacrifice fly. Jedenaście dni później w meczu z Los Angeles Dodgers na Citi Field zdobył pierwszego home runa w MLB.
W grudniu 2016 podpisał roczny kontrakt z klubem Nippon Professional Baseball Hanshin Tigers.